# Enterprise (Schiff, 2003)
HMS Enterprise (Kennung: H88) ist ein Multifunktions-Forschungsschiff für hydrographische und ozeanographische Aufgaben (SVHO) der Royal Navy. Zusammen mit ihrem Schwesterschiff, der HMS Echo, bildet sie die Echo-Klasse von Forschungsschiffen.

## Einsätze
Neben den wissenschaftlichen Aufgaben wird das Schiff immer wieder für humanitäre Missionen eingesetzt. Im September 2005 wurde es für Forschungen am Golf von Aden und im Somalischen Becken mit dem saudischen Militär verwendet. Im August 2014 wurde die Enterprise zur Evakuierung von 110 britischen Staatsbürgern aus dem Bürgerkriegsland Libyen eingesetzt. Vom Sommer 2015 an bildete das Schiff den britischen Beitrag zur EU NAVFOR Med und löste die Bulwark ab; es wurde selbst 2016 oder 2017 durch ein anderes Schiff abgelöst. Nach einer schweren Explosion in Beirut am 4. August 2020 nahm das Schiff in Zypern Hilfsgüter und Personal an Bord und transportierte dieses nach Beirut.